# سيسيل كايزر
سيسيل كايزر (بالإنجليزية: Cecil Kaiser)‏ هو لاعب كرة قاعدة أمريكي، ولد في 27 يونيو 1916، وتوفي في 14 فبراير 2011.